# Colonia Francisco I. Madero, Juchique de Ferrer
Colonia Francisco I. Madero är en ort i Mexiko.   Den ligger i kommunen Juchique de Ferrer och delstaten Veracruz, i den sydöstra delen av landet, 260 km öster om huvudstaden Mexico City. Colonia Francisco I. Madero ligger 584 meter över havet och antalet invånare är 232.
Terrängen runt Colonia Francisco I. Madero är huvudsakligen kuperad, men åt sydväst är den bergig. Runt Colonia Francisco I. Madero är det ganska glesbefolkat, med 48 invånare per kvadratkilometer. Närmaste större samhälle är Plan de las Hayas, 4,6 km sydväst om Colonia Francisco I. Madero. I omgivningarna runt Colonia Francisco I. Madero växer huvudsakligen savannskog.